# Matriz de Toeplitz
No contexto da álgebra linear, uma subárea da matemática, uma matriz de Toeplitz ou matriz de diagonais constantes, chamada assim em homenagem a Otto Toeplitz, é uma matriz em que cada diagonal descendente da esquerda para a direita tem valor constante. Por exemplo, qualquer matriz 5×5 da seguinte forma é uma matriz de Toeplitz:
{\displaystyle {\begin{bmatrix}a&b&c&d&e\\f&a&b&c&d\\g&f&a&b&c\\h&g&f&a&b\\j&h&g&f&a\end{bmatrix}}.}
De modo geral, qualquer matriz n×n matrix A da forma
{\displaystyle A={\begin{bmatrix}a_{0}&a_{-1}&a_{-2}&\ldots &\ldots &a_{-n+1}\\a_{1}&a_{0}&a_{-1}&\ddots &&\vdots \\a_{2}&a_{1}&\ddots &\ddots &\ddots &\vdots \\\vdots &\ddots &\ddots &\ddots &a_{-1}&a_{-2}\\\vdots &&\ddots &a_{1}&a_{0}&a_{-1}\\a_{n-1}&\ldots &\ldots &a_{2}&a_{1}&a_{0}\end{bmatrix}}}
é uma matriz de Toeplitz. Se o elemento i,j da matriz A é denotado por Ai,j, tem-se:
{\displaystyle A_{i,j}=a_{i-1,j-1}.}